# Stambana
En stambana är en viktigare sträckning av en järnvägslinje. 

## Stambanor i Sverige
Ursprungligen var stambanorna i Sverige enligt 1854 års riksdagsbeslut de järnvägar som skulle byggas av staten, till skillnad från övriga banor som skulle byggas av privata bolag och konsortier. Stambanorna kom att byggas från 1856 till 1892 (då stambanan genom Övre Norrland var klar).
Statens järnvägsbyggande upphörde inte när stambanorna stod klara. Genom nationaliseringar och överlåtelser vid konkurser övertog staten ansvar och ägande för allt fler järnvägssträckningar. I början av 1900-talet kom man att, framförallt i Norrland, bygga nya banor. Dessa banor blev dock inte benämnda stambanor (till exempel Inlandsbanan). Under en tid i mitten av 1800-talet gick 70% av statsutgifterna till järnvägsbyggnation, och svenska staten fick länge betala ränta till framförallt tyska långivare, vilket dock löste sig när inflationen slog till vid första världskriget. Det anses fortfarande normalt med flera årtiondens avskrivningstid för järnvägar.

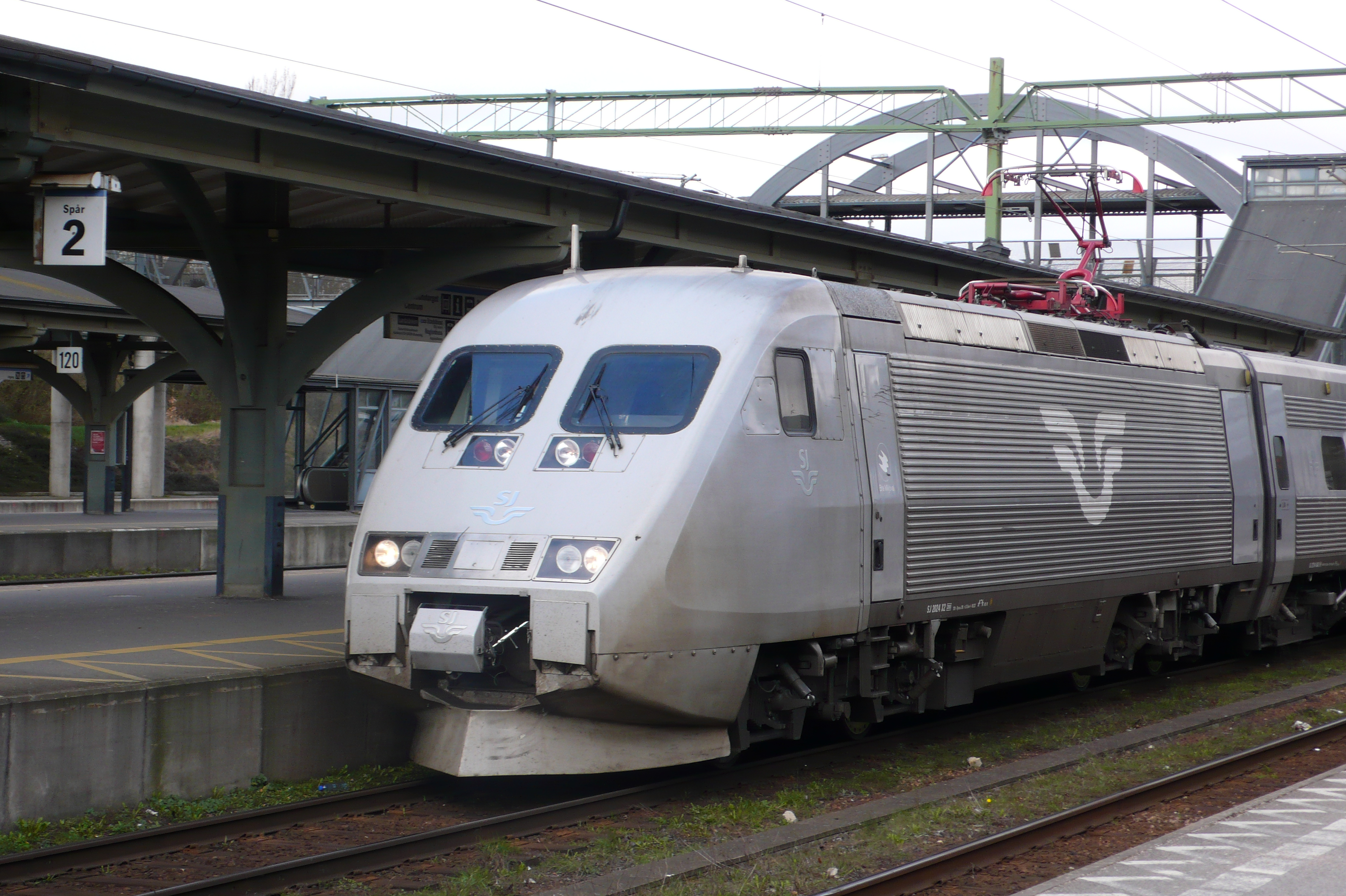
En stor del av trafiken på stambanorna körs med s.k. X2000-tåg

"Stambana" är i dag ingen officiell definition på en viss typ av järnväg i Sverige. Termen ingår dock i de benämningar som används för vissa bandelar, vilka fastställdes av Banverket år 1990. Dessa skiljer sig något från de ursprungliga.
Till exempel avsågs med Södra stambanan från början järnvägen från Malmö C via Nässjö till Falköping C, där den anslöt till landets första stambana, den västra. Järnvägen Nässjö–Katrineholm byggdes senare och fick namnet Östra stambanan. Successivt har dock istället sträckan Malmö–Nässjö–Katrineholm (där den ansluter till Västra stambanan) kommit att kallas Södra stambanan, vilket slutligen fastställdes 1990. Nässjö–Falköping har fått benämningen Jönköpingsbanan. 
Med Norra stambanan avsågs en gång sträckan (Stockholm–)Uppsala–Krylbo–Ockelbo–Ljusdal–Ånge, men idag brukar namnet avse järnvägen via Gävle C i stället för via Krylbo för avsnittet mellan Uppsala C och Ockelbo.
| Namn                          | Sträckning |
| ----------------------------- | --- |
| Västra stambanan              | Stockholm–Katrineholm–Hallsberg–Skövde–Göteborg |
| Södra stambanan               | Katrineholm–Norrköping–Linköping–Nässjö–Sävsjö-Alvesta–Hässleholm–Malmö. Kallades förr Östra stambanan mellan Katrineholm–Nässjö. Falköping–Jönköping–Nässjö kallades förr Södra stambanan, men kallas nu Jönköpingsbanan. |
| Norra stambanan               | Gävle–Ockelbo–Bollnäs–Ljusdal–Ånge |
| Stambanan genom övre Norrland | Bräcke–Långsele–Vännäs–Boden |
| Nordvästra stambanan          | Laxå–Karlstad–Kil–Charlottenberg. Idag går banan under namnet Värmlandsbanan |

## Stambanor i Finland
I Finland finns nu en järnväg benämnd Stambanan, som öppnades 1862 och nu löper norrut från Helsingfors centralstation via Tammerfors, Seinäjoki, Karleby och Uleåborg till Torneå, och är 812 km lång. Stambanan är en av Finlands huvudjärnvägar, tillsammans med Savolaxbanan (inklusive Kotkabanan), Viborg–Joensuu-banan, S:t Petersburgbanan och Kustbanan Åbo–Helsingfors.